# Jourdan Dunn
Jourdan Sherise Dunn (3 de agosto de 1990) es una modelo y actriz británica. Fue descubierta en el Primark de Hammersmith en 2006 y posteriormente firmó con Storm Model Management en Londres. Empezó a desfilar en pasarelas internacionales a principios de 2007. En febrero de 2008, fue la primera modelo de raza negra en desfilar para Prada en más de una década.
En abril de 2014, se anunció que Dunn sería el nuevo rostro de la marca Maybelline New York. En julio de 2014, fue declarada un icono por models.com. En 2014, Forbes incluyó a Dunn como una de las modelos mejor pagadas, habiendo ganado $US4 millones en un año. Fue la primera modelo negra en entrar en la lista. Apareció en la portada de la Vogue británica en 2015, convirtiéndose en la primera modelo de raza negra en hacerlo en 12 años. Dunn es parte del reducido número de personas consideradas supermodelos de esta década.

## Primeros años y descubrimiento
Jourdan Dunn nació en Brent, Londres, y creció en la cercana Greenford junto a su madre. Asistió al Elthorne Park High School en Hanwell. Jourdan es de ascendencia jamaicana, granadina y siria. Admitió haber tenido problemas de autoestima durante su adolescencia, debido a su estatura y peso. Declaró que la gente solía decirle que debía intentar lanzar una carrera como modelo pero ella no estaba segura de lo que hacía una modelo exactamente. Comentó que programas como America's Next Top Model le intrigaban, ya que la daban una perspectiva diferente sobre dicho trabajo.
A principios de 2006, a los quince años, fue descubierta por un cazatalentos de Storm Model Management, mientras acompañaba a una amiga a una tienda de Primark en Londres.

## Premios y nominaciones
| Año  | Premio                            | Categoría                    | Resultado |
| ---- | --------------------------------- | ---------------------------- | --------- |
| 2008 | British Fashion Awards            | Modelo del Año               | Ganadora  |
| 2012 | British Fashion Awards            | Modelo del Año               | Nominada  |
| 2013 | Harper's Bazaar Women of The Year | Modelo del Año               | Ganadora  |
| 2014 | British Fashion Awards            | Modelo del Año               | Nominada  |
| 2015 | Glamour Women of the Year         | Premio Inspiración           | Ganadora  |
| 2015 | British Fashion Awards            | Modelo del Año               | Ganadora  |
| 2016 | Elle Style Awards                 | Influencer de Estilo del Año | Ganadora  |
| 2017 | Glamour Women of the Year         | Empresaria del Año           | Ganadora  |

## Filmografía

### Cine
| Año  | Título            | Papel      |
| ---- | ----------------- | ---------- |
| 2016 | Zoolander 2       | Natalka    |
| 2016 | Ab Fab: The Movie | Ella misma |
| 2018 | Terminal          | Conejo     |

### Televisión
| Año  | Título                             | Papel             |
| ---- | ---------------------------------- | ----------------- |
| 2012 | Victoria's Secret Fashion Show     | Ella misma        |
| 2013 | The Jonathan Ross Show             | Ella misma        |
| 2013 | Britain & Ireland's Next Top Model | Ella misma        |
| 2013 | The Face UK                        | Ella misma        |
| 2013 | Victoria's Secret Fashion Show     | Ella misma        |
| 2014 | Victoria's Secret Fashion Show     | Ella misma        |
| 2016 | Chopped Junior                     | Ella misma        |
| 2017 | The Untitled Action Bronson Show   | Ella misma        |
| 2017 | Movie Night with Karlie Kloss      | Ella misma        |
| 2018 | America's Next Top Model           | Invitada especial |

### Apariciones en videoclips
| Año  | Título                   | Artista original | Director(es)     |
| ---- | ------------------------ | ---------------- | ---------------- |
| 2013 | "It's My Party"          | Jessie J         | Emil Nava        |
| 2013 | "XO"                     | Beyoncé          | Terry Richardson |
| 2013 | "Yoncé"                  | Beyoncé          | Ricky Saiz       |
| 2015 | "Every Day Is a Holiday" | Katy Perry       | Jonas Åkerlund   |
| 2016 | "Wolves"                 | Kanye West       | Steven Klein     |
| 2017 | "Regret In Your Tears"   | Nicki Minaj      | Mert and Marcus  |
| 2017 | "Yamborghini High"       | ASAP Rocky       |                  |
| 2018 | "Nice For What"          | Drake            | Karena Evans     |